# Núria Bosch i Roca
Núria Bosch i Roca (Bigues, Vallès Oriental, 15 d'agost de 1955) és una economista catalana. És llicenciada i doctora en Ciències Econòmiques i Empresarials per la Universitat de Barcelona.
Actualment, és catedràtica d'Economia Pública d'aquesta universitat, directora de la Càtedra de Federalisme Fiscal de l'Institut d'Economia de Barcelona (centre de recerca en economia aplicada de la UB) i directora del Departament d'Economia de la UB. Està especialitzada en el camp de la hisenda pública, el finançament autonòmic i local, l'eficiència en la prestació dels serveis públics i les balances fiscals, temàtica sobre la qual té nombroses publicacions nacionals i internacionals.
Així mateix, ha estat membre, entre d'altres, de les següents comissions:La Comissió Assessora per a la Reforma de l'Autogovern de Catalunya, creada per la Generalitat de Catalunya (2004-2006). El Grup de Treball sobre Metodologia per a l'Elaboració de les Balances Fiscals de les Regions Espanyoles, creat pel Ministeri d'Economia i Hisenda l'any 2005. La Comissió d'Experts per a la Reforma del Sistema de Finançament Autonòmic, creada per l'Instituto de Estudios Fiscales el 2006. El Grup de Treball per a la Reforma de la Hisenda Local, creat per la FEMP el 2007. Grup de treball sobre finances locals, creada per la Generalitat de Catalunya, 2008-2009. Grup de treball sobre finances metropolitanes, Consorci de l'Àrea Metropolitana de Barcelona, 2010-2011.Comité d'experts per a l'actualització de la Balança Fiscal de Catalunya amb l'Administració Central, de la Generalitat de Catalunya.